# Tony Hits
Boaventura Viera de Moura, conhecido como Tony Hits (Paranavaí, 20 de outubro de 1954) é um DJ brasileiro. É um dos pioneiros na discotecagem brasileira e especialista em música negra brasileira e norte-americana. Tony Hits tem se especializado principalmente em animar as pistas dos bailes de samba-rock.

## História
Tony Hits nasceu em 20 de outubro de 1954 na zona rural de Paranavaí em PR, mas veio a São Paulo com a mãe Francisca e a irmã Leonice ainda criança. Morava na Zona Sul de São Paulo, no bairro de Santa Catarina e na sua adolescência trabalhava como empacotador de carvão. Mais tarde ainda tinha várias outras profissões e trabalhou durante anos na construção civil até se dedicar exclusivamente à carreira de DJ. Tony Hits teve seu primeiro contato com a sua música predileta aos 13 anos quando ouviu um disco de Ray Charles, se interessou pelo som e decidiu juntar dinheiro para comprar o seu primeiro disco de vinil.
Como quase todos os DJ pioneiros do Brasil, Tony Hits começou sua carreira animando bailes de família na Zona Sul de São Paulo. Após o primeiro baile grande, em 1972, criou a equipe "Verde Amarelo" (batizada pela sua irmã) e estabeleceu um baile mensal no salão da Sociedade Amigos da Vila Santa Catarina, na Zona Sul de São Paulo. Em 1991 fundou outra equipe de bailes, "Clássicos da Nostalgia" com parceiros Marcos Green e Paulinho Promoter, fortalecendo seu lugar no mundo dos bailes de nostalgia.  Além dessas equipes, passou também por Tranza Negra e Mistura Fina.
Além de discotecário, Tony Hits é um dedicado colecionador de discos de vinil e, a partir do começo da década de 90, também dono de uma loja de vinil no Centro de São Paulo.
Expandindo sua atuação além das pistas, comandou entre 1998 e 2000 o programa "Clássicos da Nostalgia", chamado pela sua equipe de bailes, na Rádio Imprensa. No programa tocava sucessos de nostalgia e samba rock e entrevistava artistas consagrados dos gêneros afins.v A partir de 2005 dirige um programa semanal de formato parecido na Rádio UOL pela internet. Durante sua longa carreira tinha residências em vários clubes famosos de São Paulo, inclusive o antigo Blen-Blen, Green Express e outros.
Hoje é um dos DJs de samba rock mais reconhecidos e continua animando as pistas de samba rock pelo estado de São Paulo. Dedicando sua vida à popularização do estilo, Tony Hits comanda também um projeto cultural, Clube do Samba Rock, no Centro de São Paulo, oferecendo aulas básicas de samba rock com discotecagem ao vivo para iniciantes da cidade toda.

## Discografia
- Coletânea "Samba Rock Vol. 1"